# St. Louis
St. Louis je samostojno mesto ob vzhodni meji zvezne države Misuri. S 318.869 prebivalci  je drugo največje mesto v zvezni državi in 58. največje v Združenih državah Amerike. 
Mesto sta leta 1764 ustanovila Pierre Laclède in Auguste Chouteau. Po Louisianskem nakupu se je St. Louis razvil v eno večjih pristanišč ob reki Misisipi. Po Ameriški državljanski vojni je prebivalstvo mesta začelo drastično naraščati; tako je ob koncu 19. stoletja bilo četrto največje v ZDA. Leta 1904 je gostilo Svetovno razstavo in Olimpijske igre. Največ prebivalcev je St. Louis imel leta 1950, od takrat naprej pa njegovo število prebivalcev vztrajno upada. 
V mestu domujejo tri moštva, ki igrajo v največjih ameriških športnih ligah: St. Louis Cardinals (MLB), St. Louis Rams (NFL) in St. Louis Blues (NHL). 
Simbol mesta je Gateway Arch, osrednji del parka Jefferson National Expansion Memorial v središču mesta. 